# Герпесвірусні інфекції
Герпесвірусні інфекції (англ. herpesviral infections) — група інфекційних захворювань, які спричиняють віруси родини герпесвірусів (англ. Herpes viruses). Натепер відомо більше 100 герпесвірусів, серед яких для людини патогенними є 8 вірусів (або типів людських вірусів).
Термін «Герпесвірусна інфекція» потрібно використовувати відносно всіх нозологічних форм, які спричинюють герпесвіруси. Тоді як термін «Герпетична інфекція» допустимий лише для означення проявів хвороби, яку спричинюють тільки віруси простого герпесу 1 і 2.
У цю групу інфекцій науковці також відносять ринотрахеїт великої рогатої худоби, ринопневмонію коней, хворобу Ауєскі та деякі інші, що відбуваються виключно серед тварин.

## Роль герпесвірусів у патології людини
Перший вірус цієї родини відкрив у 1902 році австро-угорський патолог Аладар Ауєскі (вірус псевдосказу). Вивчення ролі герпесвірусів у патології людини почалось у першій чверті XX сторіччя, коли німецький офтальмолог В. Груттер (1912 р.) вперше знайшов вірусні включення у вмісті герпетичних везикул і довів цим вірусну природу герпетичного кератиту. Перша культура in vitro вірусу простого герпесу (ВПГ) була отримана у 1920 році. З того часу відкрито 8 типів герпесвірусів людини і доведено їхню роль в етіології понад 40 хвороб людини. Герпесвірусні інфекції відрізняються тривалим, різноманітним, складним і тяжким перебігом з ураженням багатьох органів і тканин, що дозволяє визначати їх як загальні системні захворювання організму.

## Етіологія
Герпесвіруси подібні між собою за:
- морфологічними ознаками віріонів,
- типом нуклеїнової кислоти,
- способом репродукції,
- здатністю до довічної персистенції в організмі хазяїна після первинного інфікування.

Усі вони містять двониткову ДНК, покриту двадцятигранним нуклеокапсидом. Між капсидом і зовнішньою оболонкою міститься білковий шар. Ліпопротеїновий шар зовнішньої оболонки вірусу має шипоподібні виступи.
Детальніші відомості з цієї теми ви можете знайти в статті Герпесвіруси.

### Класифікація родини герпесвірусів за біологічними властивостями
Поділяються на 3 підродини, куди входять віруси, що спричинюють захворювання у людей:
- α-герпесвіруси:

- герпесвіруси людини 1 та 2 типу (ГВЛ—1 та ГВЛ—2), вони ж віруси простого герпесу 1 та 2 типів (ВПГ—1 і ВПГ—2), Simplexvirus;
- герпесвірус людини 3 типу (ГВЛ-3 — вірус вітряної віспи та оперізуючого герпесу), також Varicellovirus.

Вони швидко поширюються, мають короткий цикл репродукції в клітинах, зумовлюють цитоліз та латентну інфекцію в нейронах.
- β-герпесвіруси:

- герпесвірус людини 5 типу (ГВЛ—5, цитомегаловірус — збудник цитомегаловірусної інфекції (ЦМВ-інфекції);
- герпесвірус людини 6 типу (ГВЛ—6), Roseolovirus;
- герпесвірус людини 7 типу (ГВЛ—7).

Повільно розмножуються, спричинюють цитомегалію, мають тропність до епітеліальних клітин слинних залоз, сечових шляхів, шийки матки і нирок.
- γ-герпесвіруси:

- герпесвірус людини 4 типу (ГВЛ-4, EBV, вірус Епштейна-Барр), Lymphocryptovirus;
- герпесвірус людини 8 типу (ГВЛ-8), Phadnovirus.

Інфікують лімфоїдні клітини, мають тропізм до Т- і В-лімфоцитів з тривалою персистенцією в них, спричиняють лімфопроліферативні хвороби.

## Варіанти взаємодії герпесвірусів з організмом людини
Варіанти взаємодії є різноманітними:
- Гостра герпесвірусна інфекція — виникає при первинному інфікуванні у 1—20 % випадків.
- Рецидивуюча герпетична інфекція — клінічні прояви загострення персистуючої інфекції (ВПГ 1 та 2 типу), виникає у 5—40 % інфікованих.
- Персистуюча герпесвірусна інфекція — безсимптомна персистенція вірусу, яка супроводжується його виділенням в навколишнє середовище. Персистуючий інфекційний процес лежить в основі латентної інфекції.
- Латентна герпесвірусна інфекція — безсимптомна персистенція вірусу, яка не супроводжується його виділенням в навколишнє середовище. Вірусу не виявляють за допомогою діагностичних методів у зв'язку з тим, що він інтегрований у геном клітини.
- Повільні герпесвірусні інфекції характеризуються тривалим інкубаційним періодом, прогресуючим перебігом і неминучою смертю.

Первинна інфекція або первинне інфікування розвивається при першому контакті вірусу з макроорганізмом. При нормальній імунній відповіді герпесвірус елімінується з усіх органів і систем організму за винятком клітин-мішеней, в яких він зберігається протягом усього життя у латентному стані. За певних умов частина вірусів активується, наслідком чого є реактивація інфекційного процесу з клінічною маніфестацією (вторинна інфекція). Таким чином, латентна персистуюча інфекція перетворюється у хронічну латентну інфекцію з періодами загострення та ремісії.

## Класифікація герпесвірусних інфекцій
| Віруси                     | Первинна інфекція | Реактивація |
| -------------------------- | --- | --- |
| ГВЛ—1 (HSV—1 або HHV—1)    | Гінгівостоматит, кератокон'юнктивіт, пневмонія, менінгоенцефаліт, неонатальна, генітальна герпетична інфекція                            | Рецидивуючий орально—лабіальний герпес, аногенітальний, енцефаліт, езофагіт, гепатит, кератокон'юнктивіт                                                  |
| ГВЛ—2 (HSV—2 або HHV—2)    | Генітально—ректальний, неонатальний герпес, менінгоенцефаліт, поперековий радикуліт, субклінічна інфекція, дисемінований герпес          | Генітальний герпес, менінгіт, енцефаліт, хронічний шкірно-слизовий герпес, кератит                                                                        |
| ГВЛ—3 (VZV або HHV—3)      | Вітряна віспа | Оперізуючий герпес, дисемінована вітряна віспа при імунодефіциті                                                                                          |
| ГВЛ—4 (ВЕБ, EBV або HHV—4) | Інфекційний мононуклеоз, енцефаліт новонароджених, лімфоїдна інтерстиціальна пневмонія у дітей, В—клітинна лімфопроліферація             | Лімфопроліферативний синдром, лімфома Беркітта, назофарингеальний рак, В—клітинна лімфома, лімфопроліферативні розлади                                    |
| ГВЛ—5 (ЦМВ, CMV або HHV—5) | Субклінічна інфекція, мононуклеоз, вади розвитку, генералізовані форми, ураження різних органів та систем, цитомегалія при імунодефіциті | Ретиніт, гепатит, коліт, пневмонія, порушення функції кісткового мозку, цитомегаловірусна інфекція у хворих після трансплантації, нейроінфекція при СНІДі |
| ГВЛ—6 (HHV—6)              | Раптова екзантема дітей (6-а хвороба), патологія сполучної тканини, гематологічні зміни                                                  | Гепатит, злоякісні лімфоми, інтерстиціальна пневмонія, енцефаломієліт, гістіоцитарний некротичний лімфаденіт, імунодефіцит                                |
| ГВЛ—7 (HHV—7)              | Раптова екзантема дітей | Вторинний імунодефіцит, синдром хронічної втоми |
| ГВЛ—8 (HHV—8)              | Асоціація з ВІЛ-інфекцією, саркома Капоші                                                                                                | Асоціація з саркомою Капоші, лімфома порожнин тіла, один з варіантів хвороби Каслмена                                                                     |

## Ураження, зумовлені різними типами герпесвірусів людини
Детальніші відомості з цієї теми ви можете знайти в статті Герпес простий.
Детальніші відомості з цієї теми ви можете знайти в статті Вітряна віспа.
Детальніші відомості з цієї теми ви можете знайти в статті Оперізуючий герпес.
Детальніші відомості з цієї теми ви можете знайти в статті Інфекція, яку спричинює вірус Епштейна — Барр.
Детальніші відомості з цієї теми ви можете знайти в статті Інфекційний мононуклеоз.
Детальніші відомості з цієї теми ви можете знайти в статті Цитомегаловірусна інфекція.
Детальніші відомості з цієї теми ви можете знайти в статті Синдром хронічної втоми.
Детальніші відомості з цієї теми ви можете знайти в статті Інфекція, яку спричинює герпесвірус людини 6-го типу.
Детальніші відомості з цієї теми ви можете знайти в статті Інфекція, яку спричинює герпесвірус людини 7-го типу.
Детальніші відомості з цієї теми ви можете знайти в статті Інфекція, яку спричинює герпесвірус людини 8-го типу.
Детальніші відомості з цієї теми ви можете знайти в статті Саркома Капоші.